# Lomographa longipennis
Lomographa longipennis là một loài bướm đêm trong họ Geometridae.